# Ruși (Sibiu)
Ruși (deutsch Reußen, ungarisch Rüsz oder seltener Oroszfalu) ist ein Dorf in Siebenbürgen (Rumänien).

## Geographie

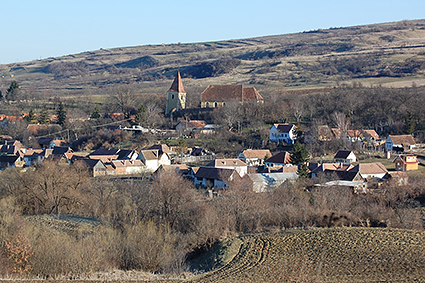
Ansicht des Ortskerns mit dem charakteristischen schiefen Kirchturm.

Die Ortschaft liegt zwischen Slimnic (Stolzenburg) und Șeica Mare (Marktschelken), nördlich der Kreishauptstadt Sibiu (Hermannstadt), in der Mitte des gleichnamigen Kreises.

## Geschichte
Der Ort wurde 1424 erstmals urkundlich erwähnt. In dem ursprünglich siebenbürgisch-sächsisch geprägten Dorf siedelten sich ab Ende des 17. Jahrhunderts Rumänen an. Ende des 19. Jahrhunderts hielten sich der deutschsprachige und der rumänische Bevölkerungsanteil die Waage, seit Beginn des 20. Jahrhunderts ist die Ortschaft mehrheitlich von Rumänen bewohnt.
1947 wurde das Dorf administrativ an die Großgemeinde Slimnic angeschlossen.

## Sehenswürdigkeiten
- Die evangelische Kirche[5] stammt, nach unterschiedlichen Angaben, aus dem Jahr 1636 und wurde anstelle eines vermutlich aus dem 14. Jahrhundert stammenden, ursprünglich dem Heiligen Lukas geweihten Gotteshauses[6] oder nach dem Verzeichnis der historischen Denkmäler nach Angaben des Ministeriums für Kultur und nationales Erbe (Ministerul Culturii și Patrimoniului Național) 1783.[7] Der Glockenturm 1749 errichtet, steht seit einem Erdrutsch im Jahr 1858 deutlich schief.[8] Die Kirchenburg steht unter Denkmalschutz.[7]
- Die rumänische orthodoxe Kirche[9]